# Antiblemma ochrilineata
Antiblemma ochrilineata là một loài bướm đêm trong họ Erebidae.